# کلیفیت
کِلیفیت (به انگلیسی: Kelliphite) نام مخفف برای ترکیبات آلی فسفردار ٬۶'۶-[(٬۱'۱-بی‌فنیل-٬۲'۲-دی‌ایل)بیس(اکسی)]بیس[۸٬۴-دی-تی‌بوتیل-۱۱٬۱۰٬۲٬۱-تترامتیل]دی‌بنزو[d,f][۲٬۳٬۱]دی‌اکسافسفپین است. این لیگاند کایرال به‌طور گسترده‌ای در سنتزهای نامتقارن استفاده می‌شود. به عنوان مثال، این لیگاند برای تولید کمپلکسی از رودیوم جهت کاتالیزِ هیدروفرمیلاسیون نامتقارنِ الفین‌های پروکایرال استفاده می‌شود. مشخص شده‌است که با غلظت‌های بالای بستر و همچنین طیف گسترده‌ای از گروه‌های عاملی سازگاری دارد.